# ジェームズ・バトラー (第5代オーモンド伯)
第5代オーモンド伯爵ジェームズ・バトラー（James Butler, 5th Earl of Ormond, KG, 1420年11月24日 - 1461年5月1日）は、薔薇戦争期のアイルランドの貴族。イングランド貴族ウィルトシャー伯爵でもあった。イングランドでランカスター派に仕え出世、薔薇戦争でランカスター派に加勢したが、ヨーク派に敗れて処刑された。

## 生涯
第4代オーモンド伯ジェームズ・バトラーと初代バーガヴェニー男爵ウィリアム・ド・ビーチャムの娘ジョアンの長男として1420年に生まれた。弟に第6代オーモンド伯ジョン、第7代オーモンド伯トマスがいる。 
1449年にウィルトシャー伯に叙爵されてイングランド貴族に列せられ、1452年の父の死でアイルランド貴族オーモンド伯にもなったが、アイルランドへ戻らず不在が長引いたためフィッツジェラルド家（キルデア伯家）の勢力が増大した。また、1451年に起こったイングランド南西部の紛争に介入し、ボンヴィル男爵ウィリアム・ボンヴィルに肩入れしてデヴォン伯トマス・ド・コートニーと武力衝突した。この時はヨーク公リチャード・プランタジネットの調停で引き下がっているが、中央の統制が効かない地方と無秩序とそれに乗じたヨーク公の勢力増大が表面化、来るべき内乱の予兆が見られた。
1455年、ヨーク派排除を図るランカスター派の国王ヘンリー6世により、ヨーク派のウスター伯ジョン・ティプトフトに代わり大蔵卿に任命された。しかし第一次セント・オールバンズの戦いに参戦したがヨーク派に敗れ変装して逃亡、大蔵卿を罷免され別のヨーク派貴族のバウチャー子爵ヘンリー・バウチャーが大蔵卿に任命されたことを恨み、王妃マーガレット・オブ・アンジューの支持者となりヨーク派と対立した。ランカスター派に鞍替えした仇敵デヴォン伯と共にイングランド西部を固め、1458年に大蔵卿に再任されたが、『イングランド年代記』ではマーガレットのために貧しい民から富を召し上げ不正を犯したと非難されている。
1459年のラドフォード橋の戦いでヨーク派がイングランドから亡命すると、ヨーク公に代わりアイルランド総督に任命されたが、現地のヨーク公支持者が抵抗したためアイルランドを実効支配出来なかった。翌1461年にマーガレットと合流すべくオウエン・テューダーとペンブルック伯ジャスパー・テューダーの軍と共にウェールズから西進したが、マーチ伯エドワード（後のエドワード4世）に2月2日のモーティマーズ・クロスの戦いで敗れ逃亡した。3月29日のタウトンの戦いでもランカスター派が大敗すると再度逃亡したが捕らえられ、ニューカッスル・アポン・タインで処刑された。
2度結婚しており、サー・リチャード・スタッフォードの娘アヴィス、サマセット公エドムンド・ボーフォートの娘エレノアと結婚したが、どちらの妻にも子供は生まれず、弟のジョンがオーモンド伯位を継いだ。一方、アイルランドは不在がちのバトラー家よりもキルデア系フィッツジェラルド家がイングランド王家に重用され、王家の統治代行者としてアイルランド総督を歴任し、秩序維持しつつ権威を拡大して幅を利かせるようになっていった。ただし、後にバトラー家とフィッツジェラルド家は婚姻関係を結び和睦することになる。